# Cison di Valmarino
Cison di Valmarino là một đô thị (comune) thuộc tỉnh Treviso, vùng Veneto, Ý. Đô thị này có diện tích km2, dân số là 2553 người (thời điểm 1 tháng 6 năm 2008).